# José Charlet
José Charlet fue un arquitecto, pintor y escultor francés, nacido el 19 de octubre de 1916 en Bourg-en-Bresse y fallecido el año 1993. Fue profesor en la Escuela de Bellas Artes de París.

## Obras
Desde 1946, expuso sus obras en Los Ángeles (California), donde el MOMA de Nueva York compró una de sus esculturas.